# Battlestar Galactica: Blood & Chrome
Battlestar Galactica: Krew i chrom (ang. Battlestar Galactica: Blood & Chrome),  to prequel amerykańskiego serialu telewizyjnego Battlestar Galactica. Składa się z dziesięciu 12-minutowych webisode'ów wyświetlanych na stronie internetowej Manichima.com od 9 listopada do 7 grudnia 2012; odcinki te zmontowano następnie w jeden telewizyjny film, który miał premierę na kanale SyFy 10 lutego 2013. Polska premiera filmu odbyła się 11 sierpnia 2013 na kanale Canal+.

## Fabuła
Akcja rozgrywa się w czasie pierwszej wojny z Cylonami, zbuntowanymi robotami stworzonymi przez ludzi. Głównym bohaterem jest młody William Adama, który trafia na służbę na nowo zbudowany statek kosmiczny Battlestar Galactica. William ma nadzieję dołączyć do walki z Cylonami jako pilot vipera, jednak zostaje przydzielony do misji transportowej jako członek załogi raptora. Jego opiekunem zostaje pilot Coker Fasjovik, z którym wyrusza na misję. Niebawem okazuje się, że prawdziwy cel misji jest tajny i dużo ważniejszy niż przypuszczano.